# The Product G&B
The Product G&B sono un duo R&B composto da Sincere (David McRae) e Money Harm (Marvin Moore-Hough).

## Storia del gruppo
Originariamente conosciuti come "The Product", i due furono scoperti da  Wyclef Jean mentre stava producendo tracce per l'album Supernatural di Carlos Santana e in seguito firmarono per la sua Yclef record label.
Dopo aver cambiato il nome da "Product G&B" (G&B sta per "Ghetto and Blues"), al duo venne chiesto di partecipare al singolo Maria Maria dei Santana, che trascorse dieci settimane al numero uno della Billboard Hot 100 statunitense nell'aprile del 2000.
The Product G&B hanno collaborato anche in Dirty Dancin' con Carlos Santana che è arrivata in decima posizione in Italia nel 2002.